# Carlos Malcolm (Komponist)
Carlos Malcolm (* 24. November 1945 in Havanna) ist ein kubanischer Komponist und Pianist.
Malcolm hatte den ersten Klavierunterricht bei Juana María Quiñones und Sonia Montalvo. Ab 1962 war er an der  Escuela Nacional de Música Schüler von Alicia Perea und Federico Smith. Er setzte seine Ausbildung bei Amadeo Roldán und Margot Rojas Mendoza am Conservatorio Amadeo Roldán fort und schloss sie 1981 am Instituto Superior de Arte ab.
Er arbeitete dann als Pianist und Komponist für den Conjunto Nacional de Danza Moderna und das Instituto Cubano de Radio y Televisión sowie für eine Tanzformation in Ekuador. Auf Konzertreisen nach Mexiko (1979 und 1981), Jamaica (1980) und Kanada (1986) trat er mit eigenen Kompositionen auf. Am Warschauer Herbst 1985 beteiligte er sich mit der Komposition Quetzalcóatl für Flöte und Klavier. Bei weiteren Aufenthalten in Warschau zwischen 1987 und 1989 lernte er Iannis Xenakis kennen, der erkennbaren Einfluss auf seinen Kompositionsstil nahm. Seit 1990 lebt Malcolm in Polen, wo er seine musikalische Ausbildung an der Fryderyk-Chopin-Universität für Musik vervollkommnete. Seit 2013 ist er Mitglied des polnischen Komponistenverbandes.

## Werke
- Estudios für Klavier, 1963
- Marionetas für Sinfonieorchester, 1964
- Allegro en Son für Bläserquintett, 1964
- Dúo für Klarinette und Klavier, 1964
- Sonatina für Klavier, 1964
- Tonos de orquesta für Stimme und Instrumentalensemble, 1968
- Montaje für Instrumentalensemble, 1969
- Allegro en son für Bläserquintett, Flöte und Klarinette, 1964
- Canción intermezzo für Chor und Gitarrenensemble, 1965
- Lo que puede ocurrir en dos pulsaciones für Cello und Klavier, 1969
- Montaje für Bläserensemble und Perkussion, 1969
- Articulaciones für Klavier 1970
- Un verso me piden für Chor, Solisten und Instrumentalensemble, 1971
- Contorno für Sinfonieorchester, 1971
- Una flor que se abre für Klarinette und Klavier, 1972
- Oposiciones y cambios für zwei Klaviere und drei Schlagzeuger, 1972
- Collage für Jazzquintett, 1972
- Sones de guerra für Gitarre und Klavier, 1973
- Beny Moré redivivo für Streichquartett, 1973
- Adagio für Klavier zu vier Händen, 1974
- Diálogo I für zwei Perkussionisten und drei Klaviere, 1975
- Dos canciones für Stimme und Klavier (Text: Rubén Martínez Villena), 1976
- Sonata für zwei Klaviere, 1977
- Canto con interrupciones für Cello und Klavier, 1978
- En broma y en serio für Geige, Cello und Klavier, 1978
- El remediano für Klavier, 1978
- Eclosión, Ballettmusik, 1979
- Balada del güije für Stimme und Klavier, 1979
- Coplas de Juan el Barbero, 1979
- La Caja de las pequeńas sorpresas, Suite für einen jungen Pianisten, 1979
- Movimiento sinfónico para flauta obligada, 1980
- Antillanos für Stimme und Klavier, 1980
- Concierto für Klavier und Orchester, 1981
- Spring in New Hampshire für Stimme und Klavier, 1981
- The Tropics in New York für Stimme und Klavier, 1981
- Rondas para un nuevo son für Altsaxophon und Klavier, 1983
- Quetzalcóatl (Canto de la serpiente emplumada) für Flöte und Klavier, 1983
- Lo uno y lo vario für Geige und Klavier, 1984
- Oposiciones cambios für drei Perkussionisten, 1984
- Rumores für Geige, Cello und Klavier oder Klaviertrio, 1984
- Autógrafo für Klavier, 1998
- The one and the many für Geige und Klavier, 2003
- Canto en Familia für Solisten, Chor und Klavier, 2003
- 4 Escenas breves für Klavier, 2005
- Sonata für Violine und Klavier, 2007
- Sonata Divertimento No 1 für Klavier, 2009
- Sonata Divertimento No 2 für Klavier, 2012